# Microcentrus sordidus
Microcentrus sordidus är en insektsart som beskrevs av Fowler. Microcentrus sordidus ingår i släktet Microcentrus och familjen hornstritar. Inga underarter finns listade i Catalogue of Life.